# Charles Muscatine
Charles Muscatine (28 novembre 1920 à Brooklyn, New York - 12 mars 2010 à Oakland, Californie) est un universitaire américain spécialisé dans la littérature médiévale, en particulier Geoffrey Chaucer. Après avoir servi dans la marine américaine pendant la Seconde Guerre mondiale, il rentre chez lui pour terminer ses études et devient chargé de cours à l'Université de Berkeley. Il se fait renvoyer de son poste pour avoir refusé de signer un serment maccarthyste, préfigurant la Loi Levering. Il conteste le licenciement devant le tribunal et obtient sa réintégration à son poste à Berkeley dans une décision judiciaire historique de 1951.

## Jeunesse et études
Charles Muscatine naît à Brooklyn de Samuel et Bertha (Greenberg) Mushkatin, immigrés juifs venus de l'Empire russe (aujourd'hui Biélorussie). La famille déménage pour Trenton (New Jersey), où son père dirige un grand magasin. Charles Muscatine étudie l'anglais à Yale et sert dans la marine américaine pendant la Seconde Guerre mondiale, participant au débarquement à Omaha Beach. Après la guerre, il retourne à Yale où il devient l'un des premiers Juifs à passer un doctorat dans le département d'anglais. Il rejoint le département d'anglais de l'UC Berkeley en 1948.

## Polémique sur le serment de fidélité
Peu de temps après son embauche, l'État de Californie se met à appliquer une loi, le Levering Act, exigeant que l'ensemble des fonctionnaires du secteur signent un serment de loyauté :  plus de 11 000 employés de l'Université de Californie le signent plutôt que de risquer de perdre leur emploi. Charles Muscatine fait partie des 31 universitaires qui  refusent de signer le serment de loyauté et se fait licencier à la suite de son opposition. Charles Muscatine explique plus tard la raison de son refus :
J'ai senti qu'il s'agissait en premier lieu d'une violation du serment que j'avais déjà prêté à la Constitution américaine. Et deuxièmement, il s’agissait d’une violation de la liberté académique, qui est l’idée selon laquelle, dans une société libre, les universitaires et les enseignants sont autorisés à exprimer et à croire tout ce qu’ils estiment être vrai. En tant que jeune professeur assistant, j'ai toujours insisté auprès des étudiants pour qu'ils s'en tiennent à leurs positions et qu'ils les disent comme ils le voient, qu'ils pensent par eux-mêmes et qu'ils expriment les choses par eux-mêmes et là je sentais que je ne pouvais pas vraiment justifier mon enseignement si je ne me comportais pas de la même manière. Je ne pouvais donc tout simplement pas signer ce serment.
Charles Muscatine et d'autres enseignants licenciés contestent l'action devant les tribunaux et remportent finalement une victoire historique lorsque la Cour d'appel de Californie ordonne, en avril 1951, à l'Université de Californie de réintégrer les universitaires congédiés. Dans son délibéré, la Cour d'appel écrit :
« Any other conclusion would be to approve that which from the beginning of our government has been denounced as the most effective means by which one special brand of political or economic philosophy can entrench and perpetuate itself to the eventual exclusion of all others; the imposition of any more inclusive test would be the forerunner of tyranny and oppression. ... While this court is mindful of the fact that the action of the regents was at the outset undoubtedly motivated by a desire to protect the university from the influences of subversive elements dedicated to the overthrow of our constitutional government and the abolition of our civil liberties, we are also keenly aware that equal to the danger of subversion from without by means of force and violence is the danger of subversion from within by the gradual whittling away and the resulting disintegration of the very pillars of our freedom. »
— Cour d'Appel de Californie
        
« Toute autre conclusion serait d’approuver ce qui, depuis le début de notre gouvernement, a été dénoncé comme le moyen le plus efficace par lequel une forme particulière de philosophie politique ou économique peut s’implanter et se perpétuer jusqu’à l’exclusion éventuelle de toutes les autres ; L’imposition d’un critère plus inclusif serait le signe avant-coureur de la tyrannie et de l’oppression. ... Même si cette Cour est consciente du fait que l'action des recteurs d'université était au départ, sans aucun doute, motivée par le désir de protéger l'université des influences d'éléments subversifs voués au renversement de notre gouvernement constitutionnel et à l'abolition de nos libertés civiles, nous Nous sommes également parfaitement conscients que le danger d'une subversion venant de l'extérieur au moyen de la force et de la violence est égal au danger d'une subversion venant de l'intérieur par l'amenuisement progressif et la désintégration qui en résulte des piliers mêmes de notre liberté. »
Charles Muscatine a enseigné à l'Université Wesleyan avant sa réintégration en 1952.

## Carrière
En 1966, en qualité de chef du comité sur la politique éducative nommé par le Sénat universitaire de l'Université de Berkeley, il préside à un rapport influent appelant à une diversité accrue dans les programmes éducatifs offerts aux étudiants. 
Ses contributions aux études médiévales incluent Chaucer and the French Tradition: A Study in Style and Meaning (University of California Press, 1957), The Book of Geoffrey Chaucer, The Old French Fabliaux et Poetry and Crisis in the Age of Chaucer. Il publie également de nombreux articles sur les problèmes auxquels se confronte l'enseignement supérieur, notamment avec Fixing College Education: A New Curriculum for the Twenty-First Century, achevé peu de temps avant sa mort.
David Lawton, directeur exécutif de la New Chaucer Society, a déclaré à propos de Chaucer et de la tradition française (Chaucer and the French Tradition): « Cela reste étonnamment atemporel. La simple qualité de la lecture de Muscatine continue d'établir un niveau presque incroyablement élevé, et pratiquement à lui seul, il a ouvert les études sur Chaucer à la France et à l'héritage laïc et français de Chaucer. Il y a eu une croissance énorme dans ce domaine, la plupart suivant les itinéraires qu'il a tracés. ». 

## Décès
Quatre ans après son épouse, Doris, avec qui il a eu deux enfants (Lissa et Jeffrey), Charles Muscatine décède d'une infection pulmonaire le 12 mars 2010 au Kaiser Permanente Medical Center à Oakland, en Californie,,.

## Publications
- Chaucer and the French tradition, 1957[9]
- The book of Geoffrey Chaucer, 1963
- The Borzoi college reader, 1966, Nouvelle édition 1992[10]
- Poetry and crisis in the age of Chaucer, 1972[11]
- First person singular, 1973[12]
- The Old French fabliaux, 1986[13]
- Student's guide for the Borzoi college reader, sixth edition, coéditrice Marlene Griffith, 1988
- Medieval literature, style, and culture, 1999[14]
- The loyalty oath, the Free Speech Movement, and education reforms at the University of California, Berkeley, 2004[15]
- Fixing college education, 2009